# Rudolf Richter (Soziologe)
Rudolf Richter (* 1952 in Wien) ist ein österreichischer Soziologe und Universitätsprofessor im Ruhestand der Universität Wien. Von 1989 bis 1993 amtierte er als Präsident der Österreichischen Gesellschaft für Soziologie.
Richter studierte ab 1970 Soziologie, Psychologie, Pädagogik und Philosophie und wurde 1975 an der Universität Wien zum Dr. phil. promoviert. Nach Forschungsaufenthalten in Sri Lanka, Deutschland und den USA folgte 1985 die Habilitation und die Verleihung der venia docendi für das Fach Soziologie. Nach Tätigkeiten als Dozent und Oberassistent an der Universität Wien und einer zwischenzeitlichen Gastprofessur an der University of Minnesota wurde Richter 1991 außerordentlicher Professor und 2000 Universitätsprofessor an der Universität Wien. 1996 hatte er zudem eine Gastprofessur an der Arizona State University inne.
Seine Forschungsschwerpunkte liegen im Bereich der Familiensoziologie und der interpretativen Soziologie.

## Schriften (Auswahl)
- Soziologie für Dummies. Wiley-VCH, Weinheim 2019, ISBN 978-3-527-71409-4
- Soziologische Paradigmen. Eine Einführung in klassische und moderne Konzepte. 2. Auflage, utb/facultas, Wien 2016, ISBN 978-3-8252-4595-5 (1. Auflage utb/WUV, Wien 2001, ISBN 978-3-8252-2223-9).
- Österreichische Lebensstile. Lit, Wien/Münster 2006, ISBN 978-3-8258-7619-7.
- Die Lebensstilgesellschaft. VS, Verlag für Sozialwissenschaften, Wiesbaden 2005, ISBN 978-3-8100-3953-8.
- Grundlagen der verstehenden Soziologie. Soziologische Theorien zur interpretativen Sozialforschung. WUV, Wien 1995, ISBN 978-3-85114-228-0.